# Beidou

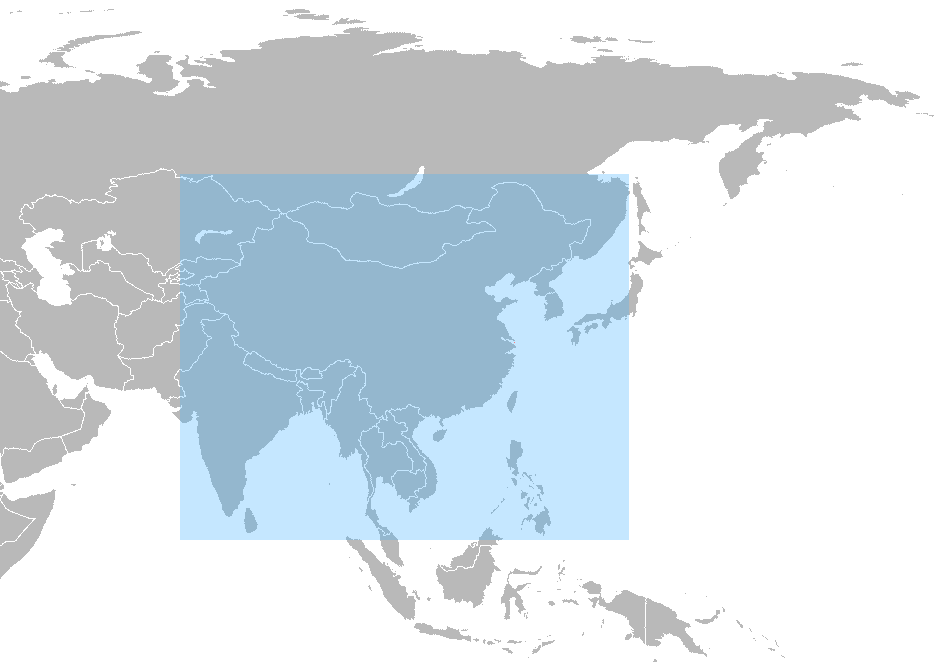
Àrea de cobertura de Beidou

Beidou (Xinès simplificat: 北斗导航系统, pinyin: Běidǒu dǎoháng xìtǒng) o sistema de navegació per satèl·lit Beidou (Xinès simplificat: 北斗卫星导航系统, Xinès tradicional: 北斗衛星導航系統, pinyin: Běidǒu wèixīng dǎoháng xìtǒng) és un projecte desenvolupat per la República Popular de la Xina per obtenir un sistema de navegació per satèl·lit. Beidou és el nom xinès per a la constel·lació de l'Ossa Major.
La primera generació, Beidou-1, ja està operativa des del 2000 i és un sistema de posicionament per satèl·lit local que dona servei a la Xina i als seus països veïns. La segona generació, també anomenada Compass o Beidou-2 (北斗二号), serà un sistema de posicionament global amb un funcionament similar al GPS.
Segons informacions oficials oferirà dos tipus de serveis: el primer serà obert i podrà donar una posició amb una resolució espacial de 10 metres de distància, una resolució de velocitat de 0,2 metres per segon i una resolució temporal de 0,000005 segons. El segon servei serà autoritzat només per a determinats clients i oferirà aplicacions més precises i amb majors mesures de seguretat.
A diferència dels sistemes GPS, GLONASS i GALILEU, que utilitzen satèl·lits en òrbites baixes i ofereixen un servei global, la primera generació, Beidou-1, utilitza satèl·lits en òrbita geoestacionària. Això implica que el sistema no requereixi una gran constel·lació de satèl·lits, però limita la seva cobertura sobre la Terra a la visible pels satèl·lits, la Xina en aquest cas.
Una altra gran diferència de Beidou-1 és que calcula les coordenades únicament amb dos satèl·lits i una estació a la Terra. Això implica la necessitat d'enviar un senyal des del dispositiu remot, cosa que no és necessària amb GPS o GLONASS.
Es preveu que Compass, la segona generació, tingui entre 12 i 14 satèl·lits, entre 2011 i 2015. Per al 2020, ja plenament operatiu, haurà d'incloure 30 satèl·lits. De moment (abril 2011), ja en tenen 8 en òrbita.
La Xina també va estar associada al projecte Galileu entre 2003 i 2010.

## Nomenclatura
El sistema de navegació Beidou porta el nom de la constel·lació Carro Gran, que es coneix en xinès com a Běidǒu. El nom significa literalment 'Ossa del Nord', el nom donat pels antics astrònoms xinesos a les set estrelles més brillants de la constel·lació de l'Ossa Major. Històricament, aquest conjunt d'estels va ser usat per a la navegació per a localitzar l'estel del nord. Com a tal, el nom Beidou també serveix com una metàfora de la finalitat del sistema de navegació per satèl·lit.

## Història

### Concepció i desenvolupament inicial
La idea original d'un sistema de navegació per satèl·lit xinès va ser concebut per Chen Fangyun i els seus col·legues en la dècada de 1980. D'acord amb la China National Space Administration, el desenvolupament del sistema es duria a terme en tres passos:
1. 2000–2003: sistema de navegació Beidou experimental, consistent en 3 satèl·lits,
2. Per al 2012: sistema de navegació regional Beidou, que cobreix la Xina i regions veïnes,
3. Per al 2020: sistema de navegació global Beidou.

El primer satèl·lit, Beidou-1A, va ser llançat el 30 d'octubre de 2000, seguit pel Beidou-1B el 20 de desembre de 2000. El tercer satèl·lit, Beidou-1C (un satèl·lit de reserva), va ser col·locat en òrbita el 25 de maig de 2003. El llançament amb èxit del Beidou-1C també va significar l'establiment del sistema de navegació Beidou 1.
El 2 de novembre de 2006, la Xina va anunciar que, des del 2008, Beidou oferiria un servei obert amb una precisió de 10 metres, temps de 0,2 microsegons, i la velocitat de 0,2 m/s.
En febrer de 2007, el quart i últim satèl·lit del sistema Beidou-1, Beidou-1D (a vegades anomenat BeiDou-2A, amb la funció de satèl·lit de reserva), va ser enviat a l'espai. Es va informar que el satèl·lit va patir un mal funcionament del sistema de control, però va ser restaurat completament.
A l'abril de 2007, el primer satèl·lit del BeiDou-2, anomenat Compass-M1 (per validar les freqüències de la constel·lació BeiDou-2) va ser enlairat en òrbita amb èxit. El segon satèl·lit de la constel·lació BeiDou-2, Compass-G2, va ser llançat el 15 d'abril de 2009. El 15 de gener de 2010, el lloc web oficial del sistema de navegació per satèl·lit BeiDou va ser activat en línia, i el tercer satèl·lit del sistema (Compass-G1) va ser enviat a l'espai per un coet llarga marxa 3C el 17 de gener de 2010. El 2 de juny de 2010, el quart satèl·lit va ser llançant amb èxit en òrbita. El cinquè orbitador va ser llançat des del centre espacial de Xichang per un LM-3I l'1 d'agost de 2010. Tres mesos després, l'1 de novembre de 2010, es va enviar a l'òrbita el sisè satèl·lit gràcies a un coet LM-3C. Un altre satèl·lit, el satèl·lit Beidou-2/Compass IGSO-5 (el cinquè en òrbita geosíncrona inclinada) va ser llançat des de Xichang per un llarga marxa-3A l'1 de desembre de 2011 (UTC).

### Participació de la Xina en el sistema Galileu
El setembre de 2003, la Xina tenia la intenció d'unir-se al projecte europeu del sistema de posicionament Galileu i es va invertir 230 milions d'euros (€) en el Galileu en els anys següents. En aquell temps, es va creure que el sistema de navegació xinès Beidou només seria utilitzat per les seves forces armades. A l'octubre de 2004, la Xina es va unir oficialment al projecte Galileu signant l'Acord sobre la Cooperació en el Programa Galileu entre el "Galileo Joint Undertaking" (GJU) i el "National Remote Sensing Centre of China" (NRSCC). Sobre la base de l'acord de cooperació entre la Xina i Europa en el programa Galileu, China Galileo Industries (CGI) Arxivat 2014-06-20 a Wayback Machine., el contractista principal de la participació de la Xina en el programa Galileu, va ser fundat el desembre de 2004. A l'abril de 2006, es van signar 11 projectes de cooperació en el marc Galileu entre la Xina i la UE. No obstant això, l'agència de Hong Kong South China Morning Post va informar el gener de 2008 que la Xina no estava satisfeta amb el seu paper en el projecte Galileu i havia de competir amb Galileu en el mercat asiàtic. L'any 2010, després que la UE havia donat per acabat el model de col·laboració publicoprivada i es van posar de manifest les implicacions de seguretat en la xarxa que s'estava construint, la Xina va ser desinvitada del projecte Galileu.

## Sistema experimental (Beidou-1)

### Descripció

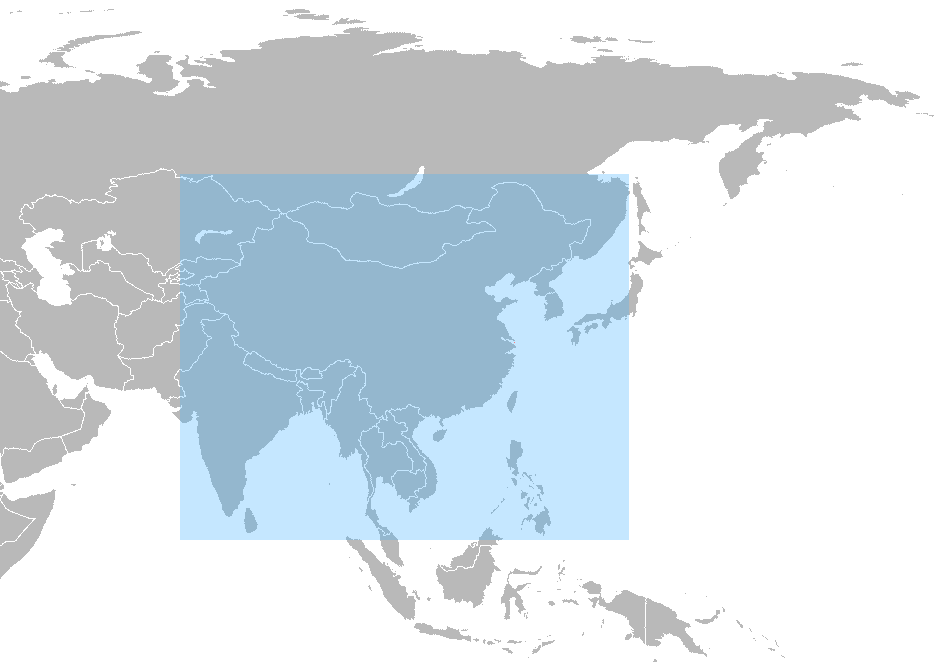
Polígon de cobertura del Beidou-1

El Beidou-1 és un sistema de navegació regional experimental, que consisteix en quatre satèl·lits (tres en funcionament i un de reserva). Aquests són satèl·lits de comunicacions geoestacionaris DFH-3 i tenen una massa de llançament de 1.000 kg. cadascú.
A diferència del GPS americà, el GLONASS rus, i el Galileu europeu, que utilitzen satèl·lits en òrbita terrestre mitjana, els Beidou-1 utilitzen satèl·lits en òrbita geoestacionària. Això vol dir que el sistema no requereix una gran constel·lació de satèl·lits, sinó que també limita la cobertura a les zones de la Terra on els satèl·lits són visibles. L'àrea pot ser utilitzada des d'una longitud de 70°E a 140°E i des d'una latitud 5°N a 55°N. La freqüència del sistema és de 2491,75 MHz.

### Finalització
El primer satèl·lit, el Beidou-1A, va ser llançat el 31 d'octubre de 2000. El segon, Beidou-1B, va ser llançat amb èxit el 21 de desembre de 2000. El darrer satèl·lit operacional de la constel·lació, Beidou-1C, va ser llançat el 25 de maig de 2003.

### Càlcul de posició
Per calcular una posició, es realitza el procediment següent:
1. Es transmet un senyal cap al cel per un terminal remot.
2. Cadascun dels satèl·lits geoestacionaris rep el senyal.
3. Cada satèl·lit envia l'hora exacta de quan ha rebut el senyal en una estació terrestre.
4. L'estació terrestre calcula la longitud i latitud del terminal remot, i determina l'altitud d'un mapa en relleu.
5. L'estació terrestre envia la posició 3D del terminal remot als satèl·lits.
6. Els satèl·lits transmeten la posició calculada al terminal remot.

El 2007, Xinhua News Agency va informar que la resolució del sistema Beidou era de 0,5 metres, considerablement millor que el GPS. Amb els terminals d'usuari existents, sembla que l'exactitud més calibrada n'és de 20m (100 m, sense calibrar).

### Terminals
El 2008, un terminal terrestre Beidou-1 costava de 20.000 renminbis, gairebé 10 vegades el preu d'un terminal GPS contemporani. El preu dels terminals, segons es va explicar, era a causa del cost dels microxips importats. Al China High-Tech Fair ELEXCON, el novembre de 2009 a Shenzhen, es va presentar un terminal Beidou que rondava els 3.000 renminbis.

### Aplicacions
- Es van utilitzar 1.000 terminals Beidou-1 després del terratrèmol de Sichuan de 2008, que proporcionaren informació de la zona del desastre.[29]
- A partir de l'octubre de 2009, tots els guàrdies fronterers xinesos a Yunnan estan equipats amb dispositius Beidou-1.[30]

D'acord amb Sun Jiadong, el cap de disseny del sistema de navegació, "moltes organitzacions han estat utilitzant el sistema durant un temps, i els agrada molt."

## Sistema global (sistema de navegació per satèl·lit Beidou o Beidou-2)

### Descripció

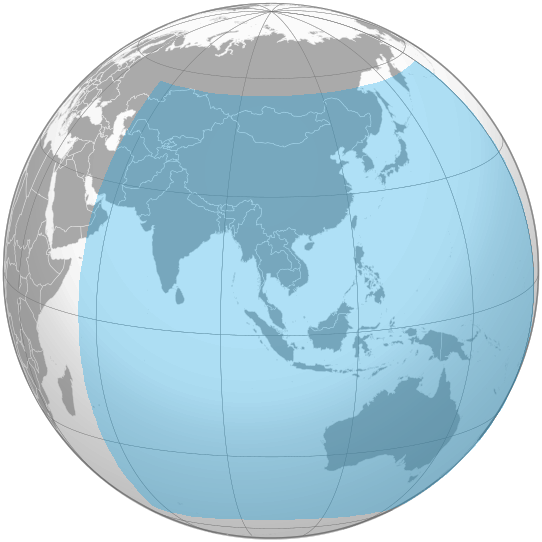
Polígon de cobertura de Beidou-2 el 2012

Beidou-2 (anteriorment conegut com a COMPASS) no és una extensió de la Beidou-1, sinó que la substitueix. El nou sistema és una constel·lació de 35 satèl·lits, que inclou 5 satèl·lits en òrbita geoestacionària per a la compatibilitat amb Beidou-1, i 30 satèl·lits no geoestacionaris (27 en òrbita terrestre mitjana i 3 en òrbita geosíncrona inclinada), que oferiran una cobertura completa de la Terra.

#### Precisió
Hi ha dos nivells de servei proveïts; un servei gratuït per a la població civil i de serveis amb llicència per al govern i els militars xinesos. El servei civil lliure té una precisió de localització de seguiment de 10 metres; sincronitza els rellotges amb una precisió de 10 nanosegons, i mesures a velocitats en 0,2 m/s. El servei militar restringit té una precisió de localització de 10 centímetres; es pot utilitzar per a les comunicacions, i subministrar informació sobre l'estat del sistema per a l'usuari. Fins ara, el servei militar s'ha concedit només a l'exèrcit popular d'alliberament i a les forces armades del Pakistan.

#### Constel·lació
El nou sistema serà una constel·lació de 35 satèl·lits, que n'inclou 5 en òrbita geoestacionària (GEO) i 30 en òrbita terrestre mitjana (MEO), que oferiran una cobertura completa de la Terra. Els senyals es basen en el principi CDMA i tenen una estructura complexa típica del Galileu o el modernitzat GPS. Semblant a altres GNSS, hi haurà dos nivells de servei de posicionament: obert i restringit (militars). El servei públic ha d'estar disponible a nivell mundial per als usuaris en general. Quan es despleguin tots els sistemes GNSS actualment previstos, els usuaris es beneficiaran de la utilització d'una constel·lació total de més de 75 satèl·lits, cosa que en millorarà significativament tots els aspectes de posicionament, sobretot la disponibilitat dels senyals de trucada en els anomenats canons urbans. El dissenyador general del sistema de navegació Compass és Sun Jiadong, que és també el dissenyador general del seu predecessor, l'original sistema de navegació Beidou.

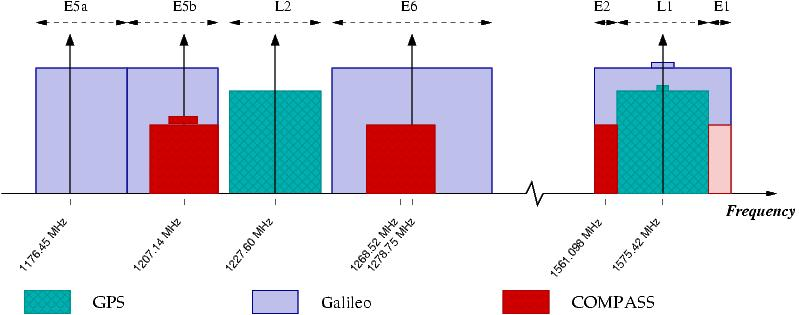
L'assignació de freqüències de GPS, Galileu, i Compass; el color vermell de la llum de la banda E1 indica que la transmissió en aquesta banda encara no ha estat detectada

#### Freqüències
Les freqüències del Compass s'assignen a quatre bandes: E1, E2, E5B, i E6 i en superposició amb el Galileu. El fet de la superposició podria ser convenient des del punt de vista del disseny del receptor, però en l'altra banda planteja els problemes d'interferència entre sistemes, especialment dins de les bandes d'E1 i E2, que s'assignen per al servei públic regulat de Galileu. No obstant això, en virtut de les polítiques de l'International Telecommunication Union (ITU), el primer país a començar a emetre en una freqüència específica tindrà prioritat en aquesta freqüència, i a qualsevol usuari posterior se li requerirà que obtingui permís abans d'utilitzar aquesta freqüència, i d'altra banda assegurar que les seves emissions no interfereixin amb les transmissions de la nacions originals. Ara sembla que els satèl·lits Compass xinesos s'afegiran a transmetre en bandes E1, E2, E5B, i E6 abans dels satèl·lits Galileu europeus i, per tant, tindran drets primaris en aquests rangs de freqüència.
Encara que es va anunciar poc oficialment per les autoritats xineses sobre els senyals del nou sistema, el llançament del primer satèl·lit Compass va permetre a investigadors independents no sols estudiar les característiques generals dels senyals, sinó fins i tot construir un receptor Compass.

### Compass-M1
Compass-M1 és un satèl·lit experimental llançat per a les proves de senyals i la validació de la freqüència, presentat el 14 d'abril de 2007. El paper del Compass-M1 per al Compass és semblant al dels satèl·lits GIOVE del sistema Galileu. L'òrbita del Compass-M1 és gairebé circular, té una altitud de 21.150 km i una inclinació de 55,5 graus.
Compass-M1 transmet en 3 bandes: E2, E5B, i E6. En cada banda de freqüència, es van detectar dos subsenyals coherents amb un desplaçament de fase de 90 graus (en quadratura). Aquests components del senyal fan referència posteriorment a "I" i "Q". Els components "I" tenen codis més curts i és probable que estiguin destinats al servei obert. Els components "Q" tenen codis més llargs, són més resistents a les interferències, i probablement estan destinats al servei restringit.
La investigació dels senyals transmesos es va iniciar immediatament després de la posada en marxa del Compass-M1 el 14 d'abril de 2007. Poc després, al juny de 2007, els enginyers del CNES van informar-ne de l'espectre i l'estructura dels senyals. Un mes més tard, els investigadors de la Universitat Stanford van informar de la descodificació completa dels components de senyals “I”. El coneixement dels codis va permetre a un grup d'enginyers de Septentrio construir el receptor COMPASS i van informar de les característiques múltiples del seguiment dels senyals “I” en E2 i E5B.
| Paràmetres                | E2-I     | E2-Q     | E5B-I   | E5B-Q    | E6-I     | E6-Q      | GPS L1-CA |
| ------------------------- | -------- | -------- | ------- | -------- | -------- | --------- | --------- |
| Notació nadiua            | B1       | B1       | B2      | B2       | B3       | B3        | ---       |
| Codi de modulació         | BPSK(2)  | BPSK(2)  | BPSK(2) | BPSK(10) | BPSK(10) | BPSK (10) | BPSK (1)  |
| Freqüència portadora, MHz | 1561,098 | 1561,098 | 1207,14 | 1207,14  | 1268,52  | 1268,52   | 1575,42   |
| Velocitat de xip, Mxips/s | 2,046    | 2,046    | 2,046   | 10,230   | 10,230   | 10,230    | 1,023     |
| Període de codi, xips     | 2046     | ??       | 2046    | ??       | 10230    | ??        | 1023      |
| Període de codi, ms       | 1.0      | >400     | 1.0     | >160     | 1.0      | >160      | 1.0       |
| Símbols/s                 | 50       | ??       | 50      | ??       | 50       | ??        | 50        |
| Marcs de navegació, s     | 6        | ??       | 6       | ??       | ??       | ??        | 6         |
| Submarcs de navegació, s  | 30       | ??       | 30      | ??       | ??       | ??        | 30        |
| Període de navegació, min | 12.0     | ??       | 12.0    | ??       | ??       | ??        | 12.5      |

Les característiques dels senyals "I" en E2 i E5B són generalment similars als codis civils de GPS (L1-CA i L2C), però els senyals del Compass tenen més potència. La notació dels senyals Compass utilitzats en aquesta pàgina segueix la nomenclatura de les bandes de freqüència i està d'acord amb la notació utilitzada en les publicacions nord-americanes sobre el tema, però la notació utilitzada pels xinesos és diferent i se cita en la primera fila de la taula.

### Llista de llançaments Compass
| Missió | Data       | Nom                   | Lloc de llançament | Vehicle de llançament | Bus    | Òrbita             |
| 07-32  | 2007-04-13 | Compass-M1            | Xichang            | CZ-3A                 | DFH-3  | MEO ~21.500 km     |
| 07-37  | 2009-04-14 | Compass-G2            | Xichang            | CZ-3C                 | DFH-3  | A la deriva en GEO |
| 07–38  | 2010-01-16 | Compass-G1            | Xichang            | CZ-3C                 | DFH-3  | GEO 140.0°E        |
| 07-39  | 2010-06-02 | Compass-G3            | Xichang            | CZ-3C                 | DFH-3  | GEO 110.5°E        |
| 07-40  | 2010-07-31 | Compass-IGSO1         | Xichang            | CZ-3A                 | DFH-3  | HEO ~36.000 km     |
| 07-43  | 2010-10-31 | Compass-G4            | Xichang            | CZ-3C                 | DFH-3  | GEO 160.0°E        |
| 07-45  | 2010-12-17 | Compass-IGSO2         | Xichang            | CZ-3A                 | DFH-3  | HEO ~36.000 km     |
| 07-46  | 2011-04-10 | Compass-IGSO3         | Xichang            | CZ-3A                 | DFH-3  | HEO ~36.000 km     |
| 07-49  | 2011-07-27 | Compass-IGSO4         | Xichang            | CZ-3A                 | DFH-3  | HEO ~36.000 km     |
| 07-51  | 2011-12-01 | Compass-IGSO5         | Xichang            | CZ-3A                 | DFH-3  | HEO ~36.000 km     |
| 07-53  | 2012-02-24 | Compass-G5            | Xichang            | CZ-3C                 | DFH-3  | GEO 58.75°E        |
| 07-54  | 2012-04-29 | Compass-M3 Compass-M4 | Xichang            | CZ-3B                 | DFH-3B | MEO ~21.500 km     |
| –      | 2012-09-18 | Compass-M5 Compass-M6 | Xichang            | CZ-3B                 | DFH-3B | MEO ~21.500 km     |
| –      | 2012-10-25 | Compass-G6            | Xichang            | CZ-3C                 | DFH-3  | GEO 80.0°E         |

### Operació

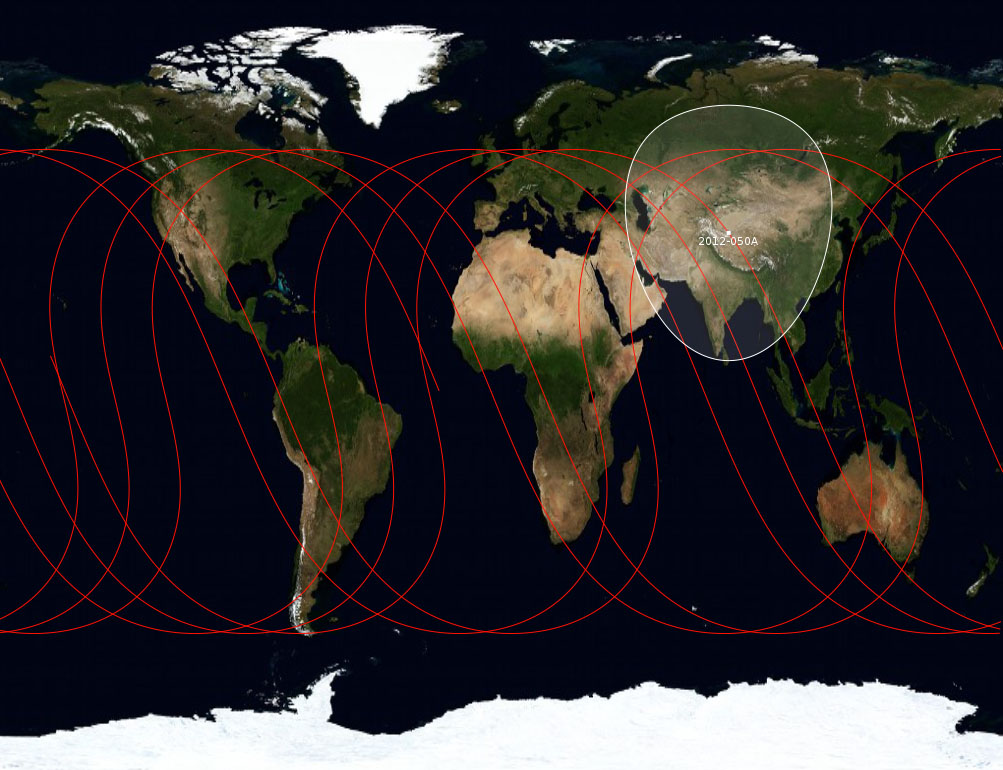
Trajectòria terrestre del Beidou-M5 (2012-050A)

En desembre de 2011, el sistema es va posar en funcionament a manera de prova. Va començar a oferir navegació, posicionament i sincronització de dades a la Xina i a les àrees veïnes de manera gratuïta des del 27 de desembre. Durant aquest període de prova, Compass oferirà una precisió de posicionament amb una precisió de 25 metres, però la precisió millorarà a mesura que es llancen més satèl·lits. El llançament oficial d'aquest sistema es va comprometre a oferir als usuaris informació general de posicionament exacte amb una precisió de 10 m, mesurar en velocitats de 0,2 m per segon, i proporcionar senyals per a la sincronització dels rellotges precisos en 0,02 microsegons.
El sistema Beidou-2 va començar a oferir serveis per a la regió d'Àsia i el Pacífic al desembre 2012. A partir de llavors, el sistema podria proporcionar dades de posició entre la longitud 55°E a 180°E i des de la latitud 55°S al 55°N.

#### Finalització
El desembre de 2011, Xinhua va declarar que: "s'ha establert l'estructura bàsica del sistema Beidou, i els enginyers estan duent a terme proves i l'avaluació del sistema complet. El sistema proporcionarà serveis de proves de gestió de posicionament, navegació i temps per a la Xina i les zones veïnes abans que finalitzi aquest any, segons les autoritats."
El sistema va entrar en funcionament a la regió de la Xina aquell mateix mes. El sistema de navegació mundial hauria d'estar acabat el 2020. Fins al desembre de 2012, han estat llançats 16 satèl·lits Beidou-2, i 14 d'aquests estan en servei.

## Llista de satèl·lits (fins al desembre de 2012)
| Data       | Llançador | Satèl·lit     | Òrbita           | Utilitzable        | Sistema            |
| ---------- | --------- | ------------- | ---------------- | ------------------ | ------------------ |
| 10/31/2000 | LM-3A     | BeiDou-1A     | GEO 59°E         | No                 | Beidou-1           |
| 12/21/2000 | LM-3A     | BeiDou-1B     | GEO 80°E         | No                 | Beidou-1           |
| 5/25/2003  | LM-3A     | BeiDou-1C     | GEO 110.5°E      | No                 | Beidou-1           |
| 2/3/2007   | LM-3A     | BeiDou-1D     | Òrbita cementiri | No                 | Beidou-1           |
| 4/14/2007  | LM-3A     | Compass-M1    | MEO ~21.500 km   | Només per a proves | Beidou-2 (Compass) |
| 4/15/2009  | LM-3C     | Compass-G2    | ?                | No                 | Beidou-2 (Compass) |
| 1/17/2010  | LM-3C     | Compass-G1    | GEO 144.5°E      | Sí                 | Beidou-2 (Compass) |
| 6/2/2010   | LM-3C     | Compass-G3    | GEO 84°E         | Sí                 | Beidou-2 (Compass) |
| 8/1/2010   | LM-3A     | Compass-IGSO1 | 118°E incl 55°   | Sí                 | Beidou-2 (Compass) |
| 11/1/2010  | LM-3C     | Compass-G4    | GEO 160°E        | Sí                 | Beidou-2 (Compass) |
| 12/18/2010 | LM-3A     | Compass-IGSO2 | 118°E incl 55°   | Sí                 | Beidou-2 (Compass) |
| 04/10/2011 | LM-3A     | Compass-IGSO3 | 118°E incl 55°   | Sí                 | Beidou-2 (Compass) |
| 07/26/2011 | LM-3A     | Compass-IGSO4 | 95°E incl 55°    | Sí                 | Beidou-2 (Compass) |
| 12/02/2011 | LM-3A     | Compass-IGSO5 | 95°E incl 55°    | Sí                 | Beidou-2 (Compass) |
| 02/24/2012 | LM-3C     | Compass-G5    | 59°E             | Sí                 | Beidou-2 (Compass) |
| 04/29/2012 | LM-3B     | Compass-M3    | MEO incl 55°     | Sí                 | Beidou-2 (Compass) |
| 04/29/2012 | LM-3B     | Compass-M4    | MEO incl 55°     | Sí                 | Beidou-2 (Compass) |
| 09/18/2012 | LM-3B     | Compass-M5    | MEO incl 55°     | Sí                 | Beidou-2 (Compass) |
| 09/18/2012 | LM-3B     | Compass-M6    | MEO incl 55°     | Sí                 | Beidou-2 (Compass) |
| 10/25/2012 | LM-3C     | Compass-G6    | 80°E             | Sí                 | Beidou-2 (Compass) |